# Moses Bwayo
Moses Bwayo (* in Bududa, Uganda), auch bekannt als Bwayo Moses, ist ein ugandischer Filmregisseur.

## Leben und Wirken
Moses Bwayo wurde in Bududa, einer kleinen Stadt nahe Mount Elgon in Ostuganda, geboren. Als Kind spähte er durch die Ritzen in den Wänden von Kibandas, kleiner, lokaler Kinos, die in Holzhütten untergebracht sind, und entdeckte so seine Begeisterung fürs Kino.
Mit 19 Jahren zog Bwayo nach Kampala, wo er einen Job als Porträtfotograf annahm und begann sein Studium an der Kampala University. 2013 schloss er sein Studium des Journalismus und der Massenkommunikation mit einem Bachelor of Arts mit Auszeichnung ab und erhielt ein Postgraduierten-Diplom für die Kampala Film School, der besten Film- und Fernsehhochschule des Landes, und begann als Tontechniker und Kameramann zu arbeiten.
Bwayos Leben änderte sich schlagartig, als er die Regisseurin Mira Nair traf, die in ihren Maisha Film Labs einen Workshop für angehende Filmemacher leitete. Er wurde als Tonassistent für Nairs Kurzdokumentarfilm A Fork, a Spoon and a Knight (2014) engagiert und in den folgenden zwei Jahren von Nair gefördert. In dieser Zeit übernahm Bwayo auch verschiedene Aufgaben für die Produktion des Disney-Films Queen of Katwe (2016).
Im Jahr 2016 gründete Bwayo seine eigene Produktionsfirma in Kampala, Jajja Productions, wo er die Produktion und Postproduktion verschiedener Werbe-, Dokumentar- und Spielfilme leitete. Auch drehte er Produktionen in Uganda für ABC, BBC und VICE News.
Ab 2017 begann er mit der Arbeit an dem Dokumentarfilm Bobi Wine: The People’s President, für den gemeinsam mit dem Ko-Regisseur und -Produzenten Christopher Sharp fünf Jahre lang Bobi Wine begleitete, einen Musikstar, der als Präsidentschaftskandidat gegen den seit 1986 regierenden Präsidenten Yoweri Museveni antrat. Während der Dreharbeiten wurde Bwayo verhaftet, inhaftiert und angeschossen. Aufgrund der zunehmenden Bedrohung seiner Person und seiner Familie, da er den Film gedreht hatte, floh Bwayo schließlich aus Uganda in die Vereinigten Staaten.
Bobi Wine: The People’s President feierte seine Premiere beim Internationalen Filmfestspielen von Venedig 2022 und erhielt eine Nominierung als Bester Dokumentarfilm bei der Oscarverleihung 2024.